# Juninho Petrolina
Juninho Petrolina, pseudonimo di Hamilton Timbirá Dias dos Santos Júnior (Juazeiro, 14 dicembre 1974), è un ex calciatore brasiliano, di ruolo centrocampista.

## Caratteristiche tecniche
Gioca come centrocampista, solitamente in ruoli difensivi.

## Carriera

### Club
Juninho Petrolina iniziò la carriera nel 1995 nello Sport Club do Recife, andando a giocare poi per Atlético Mineiro, Vitória, Santa Cruz e Náutico. Ha anche giocato per Beira-Mar, Belenenses e F.C. Penafiel in Portogallo e Happy Valley AA a Hong Kong.

## Palmarès

### Club

#### Competizioni nazionali
- Campionato Pernambucano: 3

Sport: 1996, 1997, 1999